# Lega Società di Pallacanestro Serie A
La Lega Società di Pallacanestro Serie A, più comunemente detta Lega Basket, è l'ente che organizza, su delega della FIP, il massimo campionato professionistico italiano di pallacanestro maschile: la Serie A. È nota anche con l'acronimo LBA (Lega Basket A).
Secondo lo Statuto approvato dall'assemblea del 28 aprile 2008, la Lega è un'associazione non riconosciuta composta da tutte le società di pallacanestro, affiliate alla Federazione Italiana Pallacanestro, che partecipano al Campionato di Serie A. È inoltre una delle quattro leghe sportive professionistiche italiane, assieme alle tre maggiori del calcio. La sede principale della Lega è a Bologna.

## Storia
La Lega Società Pallacanestro Serie A viene ufficialmente costituita il 27 maggio 1970 a Milano e ne fanno parte tutte le società che prendono parte al campionato di Serie A (serie A1 e Serie A2).
Il 20 giugno 2001 la Lega si scinde, e nasce una nuova entità: la Legadue, la quale si occuperà di organizzare il Campionato di Legadue. La Lega Società di Pallacanestro di Serie A avrà il compito di organizzare il Campionato di Serie A.

## Attività
La Lega Basket si occupa di organizzare il Campionato di Serie A maschile. Oltre a ciò organizza la Coppa Italia, la Supercoppa e l'All Star Game.
Ha inoltre il compito di negoziare e stipulare: i contratti e gli accordi collettivi; i contratti relativi alle licenze dei diritti audiovisivi delle manifestazioni da essa organizzate; i contratti relativi alla commercializzazione dei diritti di cui gode in riferimento alle manifestazione organizzate.

## Organi di Lega
Organi della Lega sono: l'Assemblea, il Presidente, il direttore generale (se nominato), il collegio dei revisori contabili, gli organi di giustizia.

## Presidenti
Di seguito l'elenco di tutti i presidenti della Lega dal 1970 ad oggi. Dal 16 dicembre 2006 presidente onorario è Walter Veltroni.
- 1970-1972: Adalberto Tedeschi
- 1972-1977: Giancarlo Tesini
- 1977-1979: Gianni Corsolini
- 1979-1984: Luciano Acciari
- 1984-1992: Gianni De Michelis
- 1992-1994: Giulio Malgara
- 1994-1996: Roberto Allievi
- 1996-1998: Angelo Rovati
- 1998-2000: Alfredo Cazzola
- 2000-2001: Sergio D'Antoni
- 2001-2002: Marco Madrigali
- 2002-2007: Enrico Prandi
- 3 settembre - 19 novembre 2007: Umberto Pieraccioni
- 19 novembre 2007 - 31 dicembre 2008: Francesco Corrado
- 1º gennaio 2009 - 30 giugno 2014: Valentino Renzi
- 1º luglio 2014 - 15 aprile 2016: Fernando Marino
- 15 aprile 2016 - 9 marzo 2020: Egidio Bianchi
- 9 marzo 2020 - 25 giugno 2025: Umberto Gandini
- dal 25 giugno 2025: Maurizio Gherardini[4]

## Loghi ufficiali

Logo utilizzato fino al 2016
Logo utilizzato dal 2016 al 2018
Revisione del logo adottata dal 2018